# Bondsrepubliek Duitsland op de Olympische Zomerspelen 1988
De Bondsrepubliek Duitsland (informeel: West-Duitsland) nam deel aan de Olympische Zomerspelen 1988 in Seoel, Zuid-Korea.

## Medailleoverzicht
| Sport         | Olympiër | Discipline                 | Medaille |
| ------------- | --- | -------------------------- | -------- |
| Paardensport  | Nicole Uphoff | dressuur individueel       | Goud     |
| Paardensport  | Reiner Klimke Ann-Kathrin Linsenhoff Monica Theodorescu Nicole Uphoff | dressuur team              | Goud     |
| Paardensport  | Matthias Baumann Ralf Ehrenbrink Claus Erhorn Thies Kaspareit | eventing individueel       | Goud     |
| Paardensport  | Ludger Beerbaum Wolfgang Brinkmann Dirk Hafemeister Franke Sloothaak | springconcours individueel | Goud     |
| Roeien        | Thomas Domian Armin Eichholz Manfred Klein Wolfgang Maennig Matthias Mellinghaus Thomas Möllenkamp Bahne Rabe Eckhardt Schultz Ansgar Wessling | acht (m)                   | Goud     |
| Schermen      | Arnd Schmitt | degen (m)                  | Goud     |
| Schermen      | Anja Fichtel | floret (v)                 | Goud     |
| Schermen      | Sabine Bau Anja Fichtel Zita-Eva Funkenhauser Annette Klug Christiane Weber | floret team (v)            | Goud     |
| Schietsport   | Sylvia Sperber | 50m geweer 3 houdingen (v) | Goud     |
| Tennis        | Steffi Graf | enkelspel (v)              | Goud     |
| Zwemmen       | Michael Groß | 200m vlinderslag (m)       | Goud     |
| Atletiek      | Dieter Baumann | 5000m (m)                  | Zilver   |
| Gewichtheffen | Manfred Nerlinger | +110kg (m)                 | Zilver   |
| Hockey        | Stefan Blöcher Dirk Brinkmann Thomas Brinkmann Heiner Dopp Hans-Henning Fastrich Carsten Fischer Tobias Frank Volker Fried Horst-Ulrich Hänel Michael Hilgers Andreas Keller Michael Metz Andreas Mollandin Thomas Reck Christian Schliemann Eckhard Schmidt-Opper                             | mannen                     | Zilver   |
| Judo          | Frank Wieneke | -78kg (m)                  | Zilver   |
| Judo          | Marc Meiling | -95kg (m)                  | Zilver   |
| Roeien        | Peter-Michael Kolbe | skiff (m)                  | Zilver   |
| Schermen      | Matthias Behr Thomas Endres Matthias Gey Ulrich Schreck Thorsten Weidner | floret team (m)            | Zilver   |
| Schermen      | Elmar Borrmann Volker Fischer Thomas Gerull Alexander Pusch Arnd Schmitt | degen team (m)             | Zilver   |
| Schermen      | Sabine Bau | floret (v)                 | Zilver   |
| Schietsport   | Sylvia Sperber | 10m luchtgeweer (v)        | Zilver   |
| Wielersport   | Bernd Gröne | wegwedstrijd (m)           | Zilver   |
| Wielersport   | Jutta Niehaus | wegwedstrijd (v)           | Zilver   |
| Worstelen     | Gerhard Himmel | -100kg Grieks-Romeins (m)  | Zilver   |
| Zwemmen       | Stefan Pfeiffer | 1500m vrije slag (m)       | Zilver   |
| Atletiek      | Norbert Dobeleit Edgar Itt Ralf Lübke Jörg Vaihinger | 4x400m (m)                 | Brons    |
| Atletiek      | Rolf Danneberg | discuswerpen (m)           | Brons    |
| Atletiek      | Claudia Zaczkiewicz | 100m horden (v)            | Brons    |
| Boksen        | Reiner Gies | -63,5kg (m)                | Brons    |
| Gewichtheffen | Peter Immesberger | -100kg (m)                 | Brons    |
| Gewichtheffen | Martin Zawieja | +110kg (m)                 | Brons    |
| Paardensport  | Karsten Huck | springconcours individueel | Brons    |
| Roeien        | Guido Grabow Volker Grabow Norbert Keßlau Jörg Puttlitz | vier-zonder (m)            | Brons    |
| Schermen      | Zita-Eva Funkenhauser | floret (v)                 | Brons    |
| Schietsport   | Johann Riederer | 10m luchtgeweer (m)        | Brons    |
| Tennis        | Steffi Graf Claudia Kohde-Kilsch | dubbelspel (v)             | Brons    |
| Voetbal       | Uwe Kamps Oliver Reck Wolfgang Funkel Roland Grahammer Thomas Hörster Gunnar Sauer Michael Schulz Rudolf Bommer Holger Fach Gerhard Kleppinger Armin Görtz Thomas Häßler Olaf Janßen Christian Schreier Ralf Sievers Wolfram Wuttke Jürgen Klinsmann Fritz Walter Frank Mill Karl-Heinz Riedle | mannen                     | Brons    |
| Wielersport   | Robert Lechner | tijdrit (v)                | Brons    |
| Wielersport   | Christian Henn | wegwedstrijd (m)           | Brons    |
| Zwemmen       | Thomas Fahrner Michael Groß Rainer Henkel Erik Hochstein | 4x200m vrije slag (m)      | Brons    |

## Deelnemers en resultaten

### Atletiek
| Olympiër                                                  | Discipline             | Resultaat  | Prestatie                                                                                           |
| --------------------------------------------------------- | ---------------------- | ---------- | --------------------------------------------------------------------------------------------------- |
| Christian Haas                                            | 100m (m)               | 39e        | serie 4: 6de in 10,54 kwartfinale 3: 8ste in 10,57                                                  |
| Norbert Dobeleit                                          | 200m (m)               | 24e        | serie 8: 4de in 20,86 kwartfinale 4: 4de in 20,98                                                   |
| Ralf Lübke                                                | 200m (m)               | 16e        | serie 3: 2de in 20,81 kwartfinale 3: 3de in 20,80 halve finale 1: 8ste in 21,23                     |
| Peter Braun                                               | 800m (m)               | 39e        | serie 6: 1ste in 1.47,32 kwartfinale 4: 4ste in 1.46,86 halve finale 1: 8ste in 1.47,43             |
| Dieter Baumann                                            | 5000m (m)              | Zilver     | serie 2: 6de in 13.58,46 halve finale 1: 3de in 13.22,71 finale: 2de in 13.15,52                    |
| Florian Schwarthoff                                       | 5000m (m)              | 17e        | serie 1: 4de in 14,13 kwartfinale 1: 5de in 13,67                                                   |
| Edgar Itt                                                 | 400m horden (m)        | 8e         | serie 3: 2de in 50,10 halve finale 2: 4de in 48,86 finale: 8ste in 48,78                            |
| Harald Schmid                                             | 400m horden (m)        | 7e         | serie 2: 1ste in 49,77 halve finale 1: 3de in 48,94 finale: 7de in 48,76                            |
| Jens Volkmann                                             | 3000m steeplechase (m) | 16e        | serie 3: 3de in 8.36,37 halve finale 2: 8ste in 8.25,19                                             |
| Fritz Heer Christian Haas Peter Klein Dirk Schweisfurth   | 4x100m (m)             | 6e         | serie 2: 2de in 39,01 halve finale 1: 4de in 38,75 finale: 6de in 38,55                             |
| Bodo Kuhn Mark Henrich Jörg Vaihinger Ralf Lübke          | 4x400m (m)             | Brons      | serie 1: 1ste in 3.03,90 halve finale 2: 2de in 3.00,66 finale: 3de in 3.00,56                      |
| Ralf Salzmann                                             | marathon (m)           | 23e        | 2:16.54                                                                                             |
| Dietmar Mögenburg                                         | hoogspringen (m)       | 6e         | kwalificatie groep A: 1ste met 2,28m finale: 6de met 2,34m                                          |
| Harald Schmid                                             | hoogspringen (m)       | 7e         | kwalificatie groep B: 5de met 2,25m finale: 7de met 2,31m                                           |
| Wulf Brunner                                              | discuswerpen (m)       | 22e        | kwalificatie groep A: 10de met 57,50m                                                               |
| Rolf Danneberg                                            | discuswerpen (m)       | Brons      | kwalificatie groep B: 1ste met 65,70m finale: 3de met 67,38m                                        |
| Alois Hannecker                                           | discuswerpen (m)       | 8e         | kwalificatie groep B: 8ste met 61,44m finale: 8ste met 63,28m                                       |
| Klaus Tafelmeier                                          | speerwerpen (m)        | 4e         | kwalificatie groep B: 3de met 80,52m finale: 4de met 82,72m                                         |
| Christoph Sahner                                          | kogelslingeren (m)     | 13e        | kwalificatie groep B: 6de met 75,84m                                                                |
| Heinz Weis                                                | kogelslingeren (m)     | 5e         | kwalificatie groep B: 2de met 77,24m finale: 5de met 79,16m                                         |
| Jürgen Hingsen                                            | tienkamp (m)           | DNF        | niet gefinisht                                                                                      |
|                                                           |                        |            | |
| Sabine Richter                                            | 100m (v)               | 28e        | serie 4: 4de in 11,49 kwartfinale 4: 7de in 11,59                                                   |
| Ulrike Sarvari                                            | 100m (v)               | center>9e  | serie 8: 2de in 11,26 kwartfinale 1: 3de in 11,16 halve finale 2: 5de in 11,12                      |
| Andrea Thomas                                             | 100m (v)               | center>22e | serie 5: 4de in 11,46 kwartfinale 3: 7de in 11,36                                                   |
| Karin Janke                                               | 200m (v)               | 30e        | serie 8: 3de in 23,83 kwartfinale 4: 7de in 23,87                                                   |
| Silke-Beate Knoll                                         | 200m (v)               | center>19e | serie 4: 3de in 23,51 kwartfinale 1: 6de in 23,15                                                   |
| Andrea Thomas                                             | 200m (v)               | center>13e | serie 2: 3de in 22,92 kwartfinale 3: 2de in 22,84 halve finale 1: 8ste in 22,91                     |
| Helga Arendt                                              | 400m (v)               | 7e         | serie 7: 2de in 52,69 kwartfinale 2: 3de in 52,08 halve finale 2: 4de in 50,36 finale: 7de in 51,17 |
| Ute Thimm                                                 | 400m (v)               | center>10e | serie 4: 2de in 52,79 kwartfinale 1: 4de in 51,18 halve finale 1: 6de in 50,28                      |
| Gabi Lesch                                                | 800m (v)               | 9e         | serie 2: 3de in 2.00,95 halve finale 2: 5de in 1.59,85                                              |
| Vera Michallek                                            | 1500m (v)              | 18e        | serie 1: 9de in 4.10,05                                                                             |
| Vera Michallek                                            | 3000m (v)              | 16e        | serie 2: 10de in 8.51,34                                                                            |
| Kerstin Preßler                                           | 10000m (v)             | DNS        | niet gestart                                                                                        |
| Claudia Zackiewicz                                        | 100m horden (v)        | Brons      | serie 2: 3de in 13,00 kwartfinale 3: 2de in 13,87 halve finale 2: 2de in 12,75 finale: 3de in 12,75 |
| Gudrun Abt                                                | 400m horden (v)        | 6e         | serie 5: 1ste in 55,72 halve finale 2: 3de in 54,53 finale: 6de in 54,04                            |
| Sabine Richter Ulrike Sarvari Andrea Thomas Ute Thimm     | 4x100m (v)             | 4e         | serie 1: 2de in 42,99 halve finale 2: 2de in 42,69 finale: 4de in 42,76                             |
| Helga Arendt Michaela Schabinger Gisela Kinzel Gudrun Abt | 4x400m (v)             | 4e         | serie 1: 3de in 3.27,75 finale: 4de in 3.22,49                                                      |
| Kerstin Preßler                                           | marathon (v)           | 21e        | 2:34.26                                                                                             |
| Gabriela Wolf                                             | marathon (v)           | 27e        | 2:35.11                                                                                             |
| Heike Redetzky                                            | hoogspringen (v)       | 13e        | kwalificatie groep A: 6de met 1,90m                                                                 |
| Claudia Losch                                             | hoogspringen (v)       | 5e         | kwalificatie groep A: 1ste met 20,39m finale: 5de met 20,27m                                        |
| Iris Plotzitzka                                           | hoogspringen (v)       | 14e        | kwalificatie groep B: 5de met 19,06m                                                                |
| Beate Peters                                              | speerwerpen (v)        | 14e        | kwalificatie groep A: 7de met 60,20m                                                                |
| Ingrid Thyssen                                            | speerwerpen (v)        | 8e         | kwalificatie groep B: 4de met 63,32m finale: 8ste met 60,76m                                        |
| Sabine Braun                                              | zevenkamp (v)          | 14e        | 6109 punten                                                                                         |
| Sabine Everts                                             | zevenkamp (v)          | 27e        | 2513 punten                                                                                         |

### Boksen
| Olympiër           | Discipline  | Resultaat | Prestatie |
| ------------------ | ----------- | --------- | --- |
| Reiner Gies        | -63,5kg (m) | Brons     | 1ste ronde: W van SOL Maelagi: walk-over 2de ronde: W van HUN Szabó: 5-0 3de ronde: W van GUY Carew: 3-2 kwartfinale: W van MGL Altansükh: 4-1 halve finale: V van URS Yanovskiy: knock-out |
| Alexander Künzler  | -67kg (m)   | 17e       | 1ste ronde: W van UGA Omona: 5-0 2de ronde: V van KOR Song: 0-5 |
| Norbert Nieroba    | -71kg (m)   | 17e       | 1ste ronde: W van GRN Felix: knock-out 2de ronde: V van CAN Downey: 2-3 |
| Sven Ottke         | -75kg (m)   | 5e        | 1ste ronde: W van ISR Jacobashvili: 5-0 2de ronde: W van KOR Ha: 5-0 3de ronde: W van URS Taramov: 5-0 kwartfinale: V van CAN Marcus: 0-5                                                   |
| Markus Bott        | -81kg (m)   | 17e       | 1ste ronde: W van GDR Suetovius: scheidsrechterlijke beslissing 2de ronde: V van URS Shanavazov: 0-5                                                                                        |
| Andreas Schnieders | +91kg (m)   | 5e        | 1ste ronde: W van ZAI Kadima: scheidsrechterlijke beslissing 2de ronde: W van NGR Ovvigbo: 5-0 kwartfinale: V van POL Zarenkiewicz: 2-3                                                     |

### Boogschieten
| Olympiër                                          | Discipline      | Resultaat | Prestatie |
| ------------------------------------------------- | --------------- | --------- | --- |
| Manfred Barth                                     | individueel (m) | 54e       | open ronde: 54ste met 1206 punten |
| Detlef Kahlert                                    | individueel (m) | 54e       | open ronde: 20ste met 1254 punten 1ste ronde: 17de met 307 punten kwartfinale: 8ste met 321 punten halve finale: 12de met 311 punten                           |
| Bernhard Schulkowski                              | individueel (m) | 59e       | open ronde: 59ste met 1199 punten |
| Manfred Barth Detlef Kahlert Bernhard Schulkowski | team (m)        | 18e       | open ronde: 18de met 3659 punten |
|                                                   |                 |           | |
| Doris Haas                                        | individueel (v) | 32e       | open ronde: 31ste met 1222 punten |
| Claudia Kriz                                      | individueel (v) | 6e        | open ronde: 17de met 1250 punten 1ste ronde: 11de met 311 punten kwartfinale: 8ste met 322 punten halve finale: 8ste met 326 punten finale: 6de met 318 punten |
| Christa Oeckl                                     | individueel (v) | 25e       | open ronde: 25ste met 1230 punten |
| Doris Haas Claudia Kriz Christa Oeckl             | team (v)        | 6e        | open ronde: 6de met 3702 punten halve finale: 6de met 953 punten finale: 6de met 931 punten                                                                    |

### Gewichtheffen
| Olympiër          | Discipline | Resultaat | Prestatie                                                        |
| ----------------- | ---------- | --------- | ---------------------------------------------------------------- |
| Roland Feldhoffer | -90kg (m)  | 7e        | trekken: 10de met 150kg stoten: 4de met 200kg totaal: 350kg      |
| Peter Immesberger | -100kg (m) | Brons     | trekken: 4de met 175kg stoten: 3de met 220kg totaal: 395kg       |
| Maik Nill         | -100kg (m) | 10e       | trekken: 8ste met 167,5kg stoten: 10de met 202,5kg totaal: 370kg |
| Eduard Ohlinger   | -110kg (m) | DNF       | trekken: 8ste met 175kg stoten: geen geldige poging              |
| Frank Seipelt     | -110kg (m) | 8e        | trekken: 10de met 170kg stoten: 7de met 212,5kg totaal: 382,5kg  |
| Manfred Nerlinger | +110kg (m) | Zilver    | trekken: 2de met 190kg stoten: 2de met 240kg totaal: 430kg       |
| Martin Zawieja    | +110kg (m) | Brons     | trekken: 3de met 182,5kg stoten: 3de met 232,5kg totaal: 415kg   |

### Gymnastiek

#### Ritmische sportgymnastiek
| Olympiër         | Discipline      | Resultaat | Prestatie                                                         |
| ---------------- | --------------- | --------- | ----------------------------------------------------------------- |
| Marion Rothaar   | individueel (v) | 19e       | kwalificatie: 17de met 38,50 punten finale: 19de met 57,85 punten |
| Diana Schmiemann | individueel (v) | 8e        | kwalificatie: 10de met 38,80 punten finale: 8ste met 58,60 punten |

#### Turnen
| Olympiër                                                                                    | Discipline               | Resultaat | Prestatie                             |
| ------------------------------------------------------------------------------------------- | ------------------------ | --------- | ------------------------------------- |
| Andreas Aguilar                                                                             | meerkamp individueel (m) | 73e       | kwalificatie: 73ste met 113,35 punten |
| Mike Beckmann                                                                               | meerkamp individueel (m) | 60e       | kwalificatie: 60ste met 114,45 punten |
| Jürgen Brämmer                                                                              | meerkamp individueel (m) | 64e       | kwalificatie: 64ste met 114,15 punten |
| Ralph Kern                                                                                  | meerkamp individueel (m) | 67e       | kwalificatie: 67ste met 113,90 punten |
| Bernhard Simmelbauer                                                                        | meerkamp individueel (m) | 71e       | kwalificatie: 71ste met 113,60 punten |
| Daniel Winkler                                                                              | meerkamp individueel (m) | 59e       | kwalificatie: 59ste met 114,50 punten |
| Andreas Aguilar Mike Beckmann Jürgen Brämmer Ralph Kern Bernhard Simmelbauer Daniel Winkler | meerkamp team (m)        | 12e       | 574,10 punten                         |
|                                                                                             |                          |           |                                       |
| Michaela Ustorf                                                                             | meerkamp individueel (v) | 78e       | kwalificatie: 78ste met 74,875 punten |
| Isabella von Lospichl                                                                       | meerkamp individueel (v) | 85e       | kwalificatie: 85ste met 55,05 punten  |

### Hockey

#### Mannen
| Olympiër | Discipline | Resultaat | Prestatie |
| --- | ---------- | --------- | --- |
| Stefan Blöcher Dirk Brinkmann Thomas Brinkmann Heiner Dopp Hans-Henning Fastrich Carsten Fischer Tobias Frank Volker Fried Horst-Ulrich Hänel Michael Hilgers Andreas Keller Michael Metz Andreas Mollandin Thomas Reck Christian Schliemann Eckhard Schmidt-Opper | mannen     | Zilver    | groep B: 1ste W van Canada: 3-1 G van India: 1-1 W van Groot-Brittannië: 2-1 W van Zuid-Korea: 1-0 W van Sovjet-Unie: 6-0 halve finale: W van Nederland: 2-1 finale: V van Groot-Brittannië: 1-3 |

| Groep B |                          |             |             |             |             |            |            |            |        |
| #       | Land                     | Wedstrijden | Wedstrijden | Wedstrijden | Wedstrijden | Doelpunten | Doelpunten | Doelpunten | Punten |
| #       | Land                     | G           | W           | G           | V           | V          | T          | Saldo      | Punten |
| 1       | Bondsrepubliek Duitsland | 5           | 4           | 1           | 0           | 13         | 3          | +10        | 9      |
| 2       | Groot-Brittannië         | 5           | 3           | 1           | 1           | 12         | 5          | +7         | 7      |
| 3       | India                    | 5           | 2           | 1           | 2           | 9          | 7          | +2         | 5      |
| 4       | Sovjet-Unie              | 5           | 2           | 1           | 2           | 5          | 10         | -5         | '5     |
| 5       | Zuid-Korea               | 5           | 0           | 2           | 3           | 5          | 10         | -5         | 2      |
| 6       | Canada                   | 5           | 0           | 2           | 3           | 3          | 12         | -9         | 2      |

| Ronde        | Datum | Plaats                   | Land | Score                    | Land |
| ------------ | ----- | ------------------------ | ---- | ------------------------ | ---- |
| Groepsfase   |       |                          |      |                          |      |
| 18 september | Seoel | Bondsrepubliek Duitsland | 3-1  | Canada                   |      |
| 20 september | Seoel | Bondsrepubliek Duitsland | 1-1  | India                    |      |
| 22 september | Seoel | Sovjet-Unie              | 1-2  | Bondsrepubliek Duitsland |      |
| 24 september | Seoel | Bondsrepubliek Duitsland | 1-0  | Zuid-Korea               |      |
| 26 september | Seoel | Bondsrepubliek Duitsland | 6-0  | Sovjet-Unie              |      |
| Halve finale |       |                          |      |                          |      |
| 28 september | Seoel | Bondsrepubliek Duitsland | 2-1  | Nederland                |      |
| Finale       |       |                          |      |                          |      |
| 1 oktober    | Seoel | Bondsrepubliek Duitsland | 1-3  | Groot-Brittannië         |      |

#### Vrouwen
| Olympiër | Discipline | Resultaat | Prestatie |
| --- | ---------- | --------- | --- |
| Pia Büchel Susanne Schmid Carola Hoffmann Heike Gehrmann Dagmar Breiken Gabriele Uhlenbruck Viola Grahl Bettina Blumenberg Gaby Appel Martina Hallmen Christine Ferneck Silke Wehrmeister Caren Jungjohann Eva Hegener Susie Wollschläger Gabriela Schöwe | vrouwen    | 5e        | groep A: 3de V van Zuid-Korea: 1-4 V van Australië: 0-1 W van Canada: 2-1 5-8ste plek: W van Verenigde Staten: 2-1 5-6de plek: W van Canada: 4-2 |

| Groep A |                          |             |             |             |             |            |            |            |        |
| #       | Land                     | Wedstrijden | Wedstrijden | Wedstrijden | Wedstrijden | Doelpunten | Doelpunten | Doelpunten | Punten |
| #       | Land                     | G           | W           | G           | V           | V          | T          | Saldo      | Punten |
| 1       | Zuid-Korea               | 3           | 2           | 1           | 0           | 12         | 7          | +5         | 5      |
| 2       | Australië                | 3           | 1           | 2           | 0           | 7          | 6          | +1         | 4      |
| 3       | Bondsrepubliek Duitsland | 3           | 1           | 0           | 2           | 3          | 6          | -3         | 2      |
| 4       | Canada                   | 3           | 0           | 1           | 2           | 3          | 6          | -3         | 1      |

| Ronde        | Datum | Plaats                   | Land | Score                    | Land |
| ------------ | ----- | ------------------------ | ---- | ------------------------ | ---- |
| Groepsfase   |       |                          |      |                          |      |
| 21 september | Seoel | Zuid-Korea               | 4-1  | Bondsrepubliek Duitsland |      |
| 23 september | Seoel | Australië                | 1-0  | Bondsrepubliek Duitsland |      |
| 25 september | Seoel | Canada                   | 1-2  | Bondsrepubliek Duitsland |      |
| 5-8ste plek  |       |                          |      |                          |      |
| 27 september | Seoel | Verenigde Staten         | 1-2  | Bondsrepubliek Duitsland |      |
| 5-6de plek   |       |                          |      |                          |      |
| 29 september | Seoel | Bondsrepubliek Duitsland | 4-2  | Canada                   |      |

### Judo
| Olympiër                  | Discipline | Resultaat | Prestatie |
| ------------------------- | ---------- | --------- | --------- |
| Helmut Dietz              | -60kg (m)  | 7e        |           |
| Guido Schumacher          | -65kg (m)  | 20e       |           |
| Steffen Stranz            | -71kg (m)  | 5e        |           |
| Frank Wieneke             | -78kg (m)  | Zilver    |           |
| Michael Bazynski          | -86kg (m)  | 33e       |           |
| Marc Meiling              | -95kg (m)  | Zilver    |           |
| Alexander von der Groeben | +95kg (m)  | 19e       |           |

### Kanovaren
| Olympiër                                                    | Discipline    | Resultaat | Prestatie                                                                                                  |
| ----------------------------------------------------------- | ------------- | --------- | --- |
| Hartmut Faust Wolfram Faust                                 | C-2 500m (m)  | 10e       | serie 1: 2de in 1.46,52 halve finale 3: 4de in 1.47,70                                                     |
| Hartmut Faust Wolfram Faust                                 | C-2 1000m (m) | 5e        | serie 3: 4de in 3.52,43 halve finale 2: 2de in 3.52,03 finale: 5de in 3.55,62                              |
| Dirk Joestel                                                | K-1 500m (m)  | 8e        | serie 3: 1ste in 1.45,64 halve finale 3: 3de in 1.43,97 finale: 8ste in 1.47,91                            |
| Dirk Ulaszewski                                             | K-1 1000m (m) | 11e       | serie 1: 5de in 3.45,10 herkansingen: 2de in 3.46,46 halve finale 3: 4de in 3.44,17                        |
| Reiner Scholl Thomas Pfrang                                 | K-2 500m (m)  | 4e        | serie 3: 2de in 1.33,29 halve finale 1: 1ste in 1.32,73 finale: 4de in 1.34,40                             |
| Niels Ellwanger Carsten Lömker                              | K-2 1000m (m) | 4e        | serie 2: 6de in 3.37,82 herkansingen: 3de in 3.31,95 halve finale 1: 3de in 3.28,91 finale: 4de in 3.34,63 |
| Gilbert Schneider Reiner Scholl Dirk Joestel Thomas Reineck | K-4 1000m (m) | 6e        | serie 1: 2de in 3.01,07 halve finale 3: 3de in 3.09,67 finale: 6de in 3.05,43                              |
|                                                             |               |           | |
| Josefa Idem                                                 | K-1 500m (v)  | 9e        | serie 3: 3de in 2.00,42 halve finale 1: 3de in 1.59,04 finale: 9de in 2.01,80                              |
| Claudia Österheld Andrea Martin                             | K-2 500m (v)  | 11e       | serie 1: 6de in 1.55,25 herkansingen: 3de in 1.56,02 halve finale 1: 4de in 1.55,37                        |
| Josefa Idem Claudia Österheld Andrea Martin Ruth Domgörgen  | K-4 500m (v)  | 5e        | serie 2: 5de in 1.43,43 halve finale 1: 1ste in 1.42,09 finale: 5de in 1.45,62                             |

### Moderne vijfkamp
| Olympiër                                            | Discipline  | Resultaat | Prestatie    |
| --------------------------------------------------- | ----------- | --------- | ------------ |
| Dirk Knappheide                                     | individueel | 42e       | 4765 punten  |
| Marcus Marsollek                                    | individueel | 24e       | 4964 punten  |
| Michael Zimmermann                                  | individueel | 41e       | 4782 punten  |
| Dirk Knappheide Marcus Marsollek Michael Zimmermann | team        | 10e       | 14511 punten |

### Paardensport
| Olympiër                                                              | Discipline  | Resultaat | Prestatie                                                            |
| Dressuur                                                              | Dressuur    | Dressuur  | Dressuur                                                             |
| --------------------------------------------------------------------- | ----------- | --------- | -------------------------------------------------------------------- |
| Reiner Klimke                                                         | individueel | 20e       | kwalificatie: 7de met 1401 punten                                    |
| Ann-Kathrin Linsenhoff                                                | individueel | 8e        | kwalificatie: 6de met 1411 punten finale: 8ste met 1374 punten       |
| Monica Theodorescu                                                    | individueel | 6e        | kwalificatie: 3de met 1433 punten finale: 6de met 1385 punten        |
| Nicole Uphoff                                                         | individueel | Goud      | kwalificatie: 1ste met 1458 punten finale: 1ste met 1521 punten      |
| Reiner Klimke Ann-Kathrin Linsenhoff Monica Theodorescu Nicole Uphoff | team        | Goud      | 4302 punten                                                          |
| Eventing                                                              |             |           |                                                                      |
| Matthias Baumann                                                      | individueel | 6e        | 68,80 strafpunten                                                    |
| Ralf Ehrenbrink                                                       | individueel | DNF       | niet gefinisht                                                       |
| Claus Erhorn                                                          | individueel | 4e        | 62,35 strafpunten                                                    |
| Thies Kaspareit                                                       | individueel | 9e        | 94,80 strafpunten                                                    |
| Matthias Baumann Ralf Ehrenbrink Claus Erhorn Thies Kaspareit         | team        | Goud      | 225,95 strafpunten                                                   |
| Springconcours                                                        |             |           |                                                                      |
| Wolfgang Brinkmann                                                    | individueel | 19e       | kwalificatie: 19de met 106,50 punten                                 |
| Dirk Hafemeister                                                      | individueel | 19e       | kwalificatie: 2de met 139,50 punten finale: 19de met 18 strafpunten  |
| Karsten Huck                                                          | individueel | Brons     | kwalificatie: 12de met 118,00 punten finale: 3de met 4 strafpunten   |
| Franke Sloothaak                                                      | individueel | 7e        | kwalificatie: 20ste met 104,00 punten finale: 7de met 12 strafpunten |
| Ludger Beerbaum Wolfgang Brinkmann Dirk Hafemeister Franke Sloothaak  | team        | Goud      | 17,25 strafpunten                                                    |

### Roeien
| Olympiër | Discipline      | Resultaat | Prestatie |
| --- | --------------- | --------- | --- |
| Peter-Michael Kolbe | skiff (m)       | Zilver    | serie 1: 3de in 7.12,35 herkansingen: 1ste in 7.12,27 halve finale 2: 1ste in 7.01,76 finale: 2de in 6.54,77   |
| Christian Händle Ralf Thienel | dubbel-twee (m) | 4e        | serie 3: 2de in 6.21,95 herkansingen: 1ste in 6.34,87 halve finale 1: 2de in 6.23,55 finale: 4de in 6.24,97    |
| Frank Dietrich Michael Twittmann | twee-zonder (m) | 7e        | serie 3: 2de in 6.45,73 herkansingen: 1ste in 6.52,03 halve finale 1: 4de in 6.54,24 finale B: 1ste in 7.19,48 |
| Christoph Galandi Oliver Grüner Georg Agrikola Andreas Reike                                                                                          | dubbel-vier (m) | 6e        | serie 2: 3de in 5.52,45 halve finale 1: 3de in 5.50,96 finale: 6de in 5.59,59                                  |
| Guido Grabow Volker Grabow Norbert Keßlau Jörg Puttlitz                                                                                               | vier-zonder (m) | Brons     | serie 2: 3de in 6.13,16 halve finale 2: 1ste in 6.04,17 finale: 3de in 6.06,22                                 |
| Roland Baar Wolfgang Klapheck Christoph Korte Andreas Lütkefels Martin Ruppel                                                                         | vier-met (m)    | 7e        | serie 1: 2de in 6.02,98 halve finale 2: 4de in 6.15,87 finale B: 1ste in 6.42,65                               |
| Bahne Rabe Eckhardt Schultz Ansgar Wessling Wolfgang Maennig Matthias Mellinghaus Thomas Möllenkamp Thomas Domian Armin Eichholz Manfred Klein        | acht (m)        | Goud      | serie 2: 1ste in 5.32,36 finale: 1ste in 5.46,05                                                               |
| |                 |           | |
| Frank Dietrich Michael Twittmann | twee-zonder (v) | 9e        | serie 2: 5de in 8.19,76 herkansingen: 4de in 8.20,13 finale B: 3de in 8.22,08                                  |
| Inge Althoff-Schwerzmann Meike Holländer Elke Markwort Gabriele Mehl Kerstin Peters Cerstin Petersmann Katrin Petersmann Kerstin Rehders Anja Schäfer | acht (v)        | 7e        | serie 1: 3de in 6.38,31 herkansingen: 5de                                                                      |

### Schermen
| Olympiër                                                                     | Discipline      | Resultaat | Prestatie |
| ---------------------------------------------------------------------------- | --------------- | --------- | --- |
| Thomas Gerull                                                                | degen (m)       | 23e       | 1ste ronde groep 7: 1ste met 3 overwinningen kwartfinale 8: 4de met 2 overwinningen halve finale 5: 3de met 3 overwinningen    |
| Alexander Pusch                                                              | degen (m)       | 9e        | 1ste ronde groep 6: 1ste met 4 overwinningen kwartfinale 2: 1ste met 3 overwinningen halve finale 4: 3de met 3 overwinningen   |
| Arnd Schmitt                                                                 | degen (m)       | Goud      | 1ste ronde groep 15: 1ste met 3 overwinningen kwartfinale 4: 1ste met 4 overwinningen halve finale 6: 1ste met 4 overwinningen |
| Elmar Borrmann Volker Fischer Thomas Gerull Alexander Pusch Arnd Schmitt     | degen team (m)  | Zilver    | 1ste ronde groep 7: 1ste met 2 overwinningen                                                                                   |
| Matthias Behr                                                                | floret (m)      | 19e       | 1ste ronde groep 2: 1ste met 3 overwinningen kwartfinale 2: 5de met 2 overwinningen halve finale 4: 3de met 2 overwinningen    |
| Matthias Gey                                                                 | floret (m)      | 8e        | 1ste ronde groep 1: 1ste met 3 overwinningen kwartfinale 4: 2de met 3 overwinningen halve finale 3: 4de met 2 overwinningen    |
| Ulrich Schreck                                                               | floret (m)      | 4e        | 1ste ronde groep 4: 1ste met 4 overwinningen kwartfinale 3: 2de met 3 overwinningen halve finale 5: 2de met 3 overwinningen    |
| Matthias Gey Thorsten Weidner Matthias Behr Ulrich Schreck Thomas Endres     | floret team (m) | Zilver    | 1ste ronde groep 3: 2de met 2 overwinningen                                                                                    |
| Felix Becker                                                                 | sabel (m)       | 7e        | 1ste ronde groep 6: 3de met 3 overwinningen kwartfinale 4: 2de met 3 overwinningen halve finale 1: 3de met 3 overwinningen     |
| Jürgen Nolte                                                                 | sabel (m)       | 8e        | 1ste ronde groep 5: 2de met 4 overwinningen kwartfinale 1: 3de met 2 overwinningen halve finale 3: 4de met 3 overwinningen     |
| Stephan Thönnessen                                                           | sabel (m)       | 23e       | 1ste ronde groep 1: 5de met 3 overwinningen kwartfinale 2: 4de met 1 overwinning halve finale 2: 6de met 0 overwinningen       |
| Felix Becker Jörg Kempenich Jürgen Nolte Dieter Schneider Stephan Thönnessen | sabel team (m)  | 6e        | 1ste ronde groep 1: 2de met 2 overwinningen                                                                                    |
|                                                                              |                 |           | |
| Sabine Bau                                                                   | floret (v)      | Zilver    | 1ste ronde groep 1: 1ste met 4 overwinningen kwartfinale 5: 2de met 4 overwinningen halve finale 2: 4de met 2 overwinningen    |
| Anja Fichtel                                                                 | floret (v)      | Goud      | 1ste ronde groep 5: 1ste met 4 overwinningen kwartfinale 2: 2de met 3 overwinningen halve finale 3: 3de met 3 overwinningen    |
| Zita-Eva Funkenhauser                                                        | floret (v)      | Brons     | 1ste ronde groep 8: 1ste met 4 overwinningen kwartfinale 1: 3de met 3 overwinningen halve finale 4: 3de met 3 overwinningen    |
| Anja Fichtel Zita-Eva Funkenhauser Christiane Weber Sabine Bau Annette Klug  | floret team (v) | Goud      | 1ste ronde groep 1: 1ste met 2 overwinningen                                                                                   |

### Schietsport
| Olympiër             | Discipline                 | Resultaat | Prestatie                                                                               |
| -------------------- | -------------------------- | --------- | --------------------------------------------------------------------------------------- |
| Johann Riederer      | 10m luchtgeweer (m)        | Brons     | kwalificatie: 3de met 592 punten finale: 3de met 694,0 punten                           |
| Matthias Stich       | 10m luchtgeweer (m)        | 17e       | kwalificatie: 17de met 587 punten                                                       |
| Kurt Hillenbrand     | 50m geweer 3 houdingen (m) | 38e       | kwalificatie: 38ste met 1155 punten (395-371-389)                                       |
| Ulrich Lind          | 50m geweer 3 houdingen (m) | 28e       | kwalificatie: 28ste met 1161 punten (399-375-387)                                       |
| Kurt Hillenbrand     | 50m geweer liggend (m)     | 41e       | kwalificatie: 41ste met 590 punten                                                      |
| Bernd Rücker         | 50m geweer liggend (m)     | 7e        | kwalificatie: 7de met 597 punten finale: 7de met 700,5 punten                           |
| Arndt Kaspar         | 50m pistool (m)            | 7e        | kwalificatie: 7de met 562 punten finale: 7de met 651 punten                             |
| Alfons Messerschmitt | 50m pistool (m)            | 23e       | kwalificatie: 23ste met 554 punten                                                      |
| Dirk Köhler          | 25m snelvuurpistool (m)    | 8e        | kwalificatie: 8ste met 591 punten (294-297) finale: 8ste met 689 punten                 |
| Arndt Kaspar         | 10m luchtpistool (m)       | 12e       | kwalificatie: 12de met 579 punten                                                       |
| Alfons Messerschmitt | 10m luchtpistool (m)       | 18e       | kwalificatie: 18de met 577 punten                                                       |
| Christian Stützinger | 50m bewegend doel (m)      | 8e        | kwalificatie: 8ste met 586 punten (297-289)                                             |
|                      |                            |           |                                                                                         |
| Carmen Giese         | 10m luchtgeweer (v)        | 17e       | kwalificatie: 17de met 389 punten                                                       |
| Silvia Sperber       | 10m luchtgeweer (v)        | Zilver    | kwalificatie: 7de met 393 punten finale: 2de met 497,5 punten                           |
| Selma Sonnet         | 50m geweer 3 houdingen (v) | 11e       | kwalificatie: 11de met 580 punten (197-190-193)                                         |
| Silvia Sperber       | 50m geweer 3 houdingen (v) | Goud      | kwalificatie: 1ste met 590 punten (200-193-197) (OR) finale: 1ste met 685,6 punten (OR) |
| Lieselotte Breker    | 25m pistool (v)            | 4e        | kwalificatie: 6de met 585 punten (289-296) finale: 4de met 685 punten                   |
| Anetta Kalinowski    | 25m pistool (v)            | 12e       | kwalificatie: 12de met 581 punten (286-295)                                             |
| Lieselotte Breker    | 10m luchtpistool (v)       | 7e        | kwalificatie: 3de met 386 punten finale: 7de met 476,0 punten                           |
| Margit Stein         | 10m luchtpistool (v)       | 19e       | kwalificatie: 19de met 376 punten                                                       |
|                      |                            |           |                                                                                         |
| Michaela Rink        | skeet                      | 44e       | kwalificatie: 44ste met 140 punten                                                      |
| Herbert Seeberger    | skeet                      | 10e       | kwalificatie: 12de met 147 punten halve finale: 10de met 196 punten                     |
| Wolfgang Trautwein   | skeet                      | 40e       | kwalificatie: 40ste met 141 punten                                                      |

### Schoonspringen
| Olympiër       | Discipline    | Resultaat | Prestatie                                                      |
| -------------- | ------------- | --------- | -------------------------------------------------------------- |
| Albin Killat   | 3m plank (m)  | 4e        | voorronde: 2de met 642,60 punten finale: 4de met 661,47 punten |
| Willi Meyer    | 3m plank (m)  | 21e       | voorronde: 21ste met 511,98 punten                             |
| Albin Killat   | 10m toren (m) | 13e       | voorronde: 13de met 517,23 punten                              |
| Willi Meyer    | 10m toren (m) | 22e       | voorronde: 22ste met 449,07 punten                             |
|                |               |           |                                                                |
| Elke Heinrichs | 3m plank (v)  | 23e       | voorronde: 23ste met 374,46 punten                             |
| Anke Mühlbauer | 3m plank (v)  | 17e       | voorronde: 17de met 400,26 punten                              |
| Monika Küehn   | 10m toren (v) | 15e       | voorronde: 15de met 335,88 punten                              |
| Doris Pecher   | 10m toren (v) | 19e       | voorronde: 19de met 310,53 punten                              |

### Synchroonzwemmen
| Olympiër                         | Discipline | Resultaat | Prestatie                                                             |
| -------------------------------- | ---------- | --------- | --------------------------------------------------------------------- |
| Gerlind Scheller                 | solo       | 8e        | kwalificatie: 8ste met 174,183 punten finale: 8ste met 175,983 punten |
| Heike Friedrich Gerlind Scheller | duet       | 10e       | kwalificatie: 10de met 172,592 punten                                 |

### Tafeltennis
| Olympiër                     | Discipline     | Resultaat | Prestatie |
| ---------------------------- | -------------- | --------- | --- |
| Georg Böhm                   | enkelspel (m)  | 17e       | groep B: 3de V van SWE Waldner: 0-3 V van CHN Xu: 0-3 W van FRA Birocheau: 3-0 W van TPE Chih: 3-1 W van INA Meringgi: 3-0 W van NZL Griffiths: 3-1 W van MRI Hosnani: 3-0                                                 |
| Juergen Rebel                | enkelspel (m)  | 17e       | groep D: 3de V van POL Grubba: 0-3 V van YUG Primorac: 1-3 W van AUS Haberl: 3-1 W van JPN Miyazaki: 3-2 W van NGR Musa: 3-2 W van IND Ghorpade: 3-0 W van VEN Lopez: 3-0                                                  |
| Georg Böhm Juergen Rebel     | dubbelspel (m) | 21e       | groep B: 6de V van SWE Waldner/Appelgren: 0-2 V van KOR Kim/Kim: 1-2 V van GBR Douglas/Skylet Andrew: 1-2 V van TPE Chih/Chih: 1-2 V van AUT Ding/Baer: 0-2 W van DOM Alvarez/Fermin: 2-0 W van NZL Briffiths/Jackson: 2-0 |
| Jörg Roßkopf Steffen Fetzner | dubbelspel (m) | 9e        | groep D: 3de V van KOR Nam-Kyu/Jae-Hyung: 1-2 V van POL Grubba/Kuchars: 0-2 W van BRA Kano/Kawai: 2-4 W van JPN Saito/Watanabe: 2-0 W van HKG Tsung/Veng: 2-1 W van CHI Gambra/Nunez: 2-0 W van NGR Adeyemo/Bankole: 2-0   |
|                              |                |           | |
| Katja Nolten                 | enkelspel (v)  | 25e       | groep E: 4de V van KOR Hyun: 0-3 V van JPN Hoshino: 2-3 V van YUG Fazlić-Reed: 2-3 W van NGR Owolabi: 3-2 W van PER Liyau: 3-2                                                                                             |
| Olga Nemes                   | enkelspel (v)  | 9e        | groep H: 2de V van KOR Hong: 1-3 W van CHI Diaz: 3-0 W van NED Hooman-Kloppenburg: 3-0 W van HUN Bátorfi: 3-2 W van NGR Akanmu: 3-0 2de ronde: W van CHN Li: 3-1 (21-15, 18-21, 15-21, 10-21)                              |
| Olga Nemes Katja Nolten      | dubbelspel (v) | 21e       | groep B: 1ste V van TCH Hrachová/Kasalova: 0-2 V van NED Hooman-Kloppenburg/Vriesekoop: 1-2 V van JPN Hoshino/Ishia: 1-2 V van CHN Jiao/Chen: 0-2 W van USA Bhushan/Gee: 2-1 W van MAS Cheng/Wan: 2-0                      |

### Tennis
| Olympiër                         | Discipline     | Resultaat | Prestatie |
| -------------------------------- | -------------- | --------- | --- |
| Eric Jelen                       | enkelspel (m)  | 33e       | 1ste ronde: V van TCH Mečíř: 7-5, 1-6, 2-6, 6-7 (6) |
| Carl-Uwe Steeb                   | enkelspel (m)  | 5e        | 1ste ronde: W van URS Volkov: 7-5, 6-4, 6-3 2de ronde: W van AUS Masur: 6-3, 5-7, 6-3, 1-6, 7-5 3de ronde: W van SWE Järryd: 2-6, 7-5, 6-3, 7-5 kwartfinale: V van USA Mayotte: 6-7 (4), 5-7, 3-6                           |
| Eric Jelen Carl-Uwe Steeb        | dubbelspel (m) | 17e       | 1ste ronde: V van SWE Edberg/Järryd: 4-6, 6-4, 4-6, 2-6 |
|                                  |                |           | |
| Steffi Graf                      | enkelspel (v)  | Goud      | 1ste ronde: vrij 2de ronde: W van URS Meschi: 7-5, 6-1 3de ronde: W van FRA Suire: 6-3, 6-0 kwartfinale: W van URS Savchenko: 6-2, 4-6, 6-3 halve finale: W van USA Garrison: 6-2, 6-0 finale: W van ARG Sabatini: 6-3, 6-3 |
| Sylvia Hanika                    | enkelspel (v)  | 9e        | 1ste ronde: vrij 2de ronde: W van ZIM Muir: 6-1, 6-1 3de ronde: V van ARG Sabatini: 6-1, 4-6, 2-6 |
| Claudia Kohde-Kilsch             | enkelspel (v)  | 17e       | 1ste ronde: vrij 2de ronde: V van ITA Reggi: 6-4, 6-7(3), 3-6 |
| Steffi Graf Claudia Kohde-Kilsch | dubbelspel (v) | Brons     | 1ste ronde: vrij kwartfinale: W van CAN Bassett-Seguso/Hetherington: 6-3, 3-6, 6-2 halve finale: V van TCH Suková/Novotná: 5-7, 3-6                                                                                         |

### Voetbal
| Olympiër | Discipline | Resultaat | Prestatie |
| --- | ---------- | --------- | --- |
| Uwe Kamps Oliver Reck Wolfgang Funkel Roland Grahammer Thomas Hörster Gunnar Sauer Michael Schulz Rudolf Bommer Holger Fach Gerhard Kleppinger Armin Görtz Thomas Häßler Olaf Janßen Christian Schreier Ralf Sievers Wolfram Wuttke Jürgen Klinsmann Fritz Walter Frank Mill Karl-Heinz Riedle | mannen     | Brons     | groep A: 2de W van China: 3-0 W van Tunesië: 4-1 V van Zweden: 1-2 kwartfinale: W van Zambia: 4-0 halve finale: V van Brazilië: 1-1 (2-3) bronzen finale: W van Italië |

| Groep A |                          |             |             |             |             |            |            |            |        |
| #       | Land                     | Wedstrijden | Wedstrijden | Wedstrijden | Wedstrijden | Doelpunten | Doelpunten | Doelpunten | Punten |
| #       | Land                     | G           | W           | G           | V           | V          | T          | Saldo      | Punten |
| 1       | Zweden                   | 3           | 2           | 1           | 0           | 6          | 3          | +3         | 5      |
| 2       | Bondsrepubliek Duitsland | 3           | 2           | 0           | 1           | 8          | 3          | +5         | 4      |
| 3       | Tunesië                  | 3           | 0           | 2           | 1           | 3          | 6          | -3         | 2      |
| 4       | China                    | 3           | 0           | 1           | 2           | 0          | 5          | -5         | 2      |

| Ronde          | Datum   | Plaats                   | Land      | Score                    | Land |
| -------------- | ------- | ------------------------ | --------- | ------------------------ | ---- |
| Groepsfase     |         |                          |           |                          |      |
| 17 september   | Busan   | China                    | 0-3       | Bondsrepubliek Duitsland |      |
| 19 september   | Busan   | Tunesië                  | 1-4       | Bondsrepubliek Duitsland |      |
| 21 september   | Daegu   | Zweden                   | 2-1       | Bondsrepubliek Duitsland |      |
| Kwartfinale    |         |                          |           |                          |      |
| 25 september   | Gwangju | Zambia                   | 0-4       | Bondsrepubliek Duitsland |      |
| Halve finale   |         |                          |           |                          |      |
| 27 september   | Seoel   | Bondsrepubliek Duitsland | 1-1 (2-3) | Brazilië                 |      |
| Bronzen finale |         |                          |           |                          |      |
| 30 september   | Seoel   | Italië                   | 0-3       | Bondsrepubliek Duitsland |      |

### Waterpolo
| Olympiër | Discipline | Resultaat | Prestatie |
| --- | ---------- | --------- | --- |
| Peter Röhle Dirk Jacoby Frank Otto Uwe Sterzik Armando Fernández Andreas Ehrl Ingo Borgmann Rainer Osselmann Hagen Stamm Thomas Huber Dirk Theismann René Reimann Werner Obschernikat | mannen     | 4e        | groep A: 1ste W van Australië: 13-11 W van Frankrijk: 10-9 W van Zuid-Korea: 18-2 W van Italië: 10-7 W van Sovjet-Unie: 9-8 halve finale: V van Joegoslavië: 10-14 bronzen finale: V van Sovjet-Unie: 13-14 |

| Groep A |                          |             |             |             |             |        |        |        |        |
| #       | Land                     | Wedstrijden | Wedstrijden | Wedstrijden | Wedstrijden | Punten | Punten | Punten | Punten |
| #       | Land                     | G           | W           | G           | V           | V      | T      | Saldo  | Punten |
| 1       | Bondsrepubliek Duitsland | 5           | 5           | 0           | 0           | 60     | 37     | +23    | 10     |
| 2       | Sovjet-Unie              | 5           | 3           | 1           | 1           | 63     | 30     | +33    | 7      |
| 3       | Italië                   | 5           | 3           | 1           | 1           | 48     | 33     | +15    | 7      |
| 4       | Australië                | 5           | 2           | 0           | 3           | 40     | 39     | +1     | 4      |
| 5       | Frankrijk                | 5           | 1           | 0           | 4           | 43     | 54     | -11    | 2      |
| 6       | Zuid-Korea               | 5           | 0           | 0           | 5           | 14     | 75     | -61    | 0      |

| Ronde          | Datum | Plaats                   | Land  | Score                    | Land |
| -------------- | ----- | ------------------------ | ----- | ------------------------ | ---- |
| Groepsfase     |       |                          |       |                          |      |
| 21 september   | Seoel | Australië                | 11-13 | Bondsrepubliek Duitsland |      |
| 22 september   | Seoel | Frankrijk                | 9-10  | Bondsrepubliek Duitsland |      |
| 23 september   | Seoel | Zuid-Korea               | 2-18  | Bondsrepubliek Duitsland |      |
| 26 september   | Seoel | Italië                   | 7-10  | Bondsrepubliek Duitsland |      |
| 27 september   | Seoel | Sovjet-Unie              | 8-9   | Bondsrepubliek Duitsland |      |
| Halve finale   |       |                          |       |                          |      |
| 30 september   | Seoel | Bondsrepubliek Duitsland | 10-14 | Joegoslavië              |      |
| Bronzen finale |       |                          |       |                          |      |
| 1 oktober      | Seoel | Bondsrepubliek Duitsland | 13-14 | Sovjet-Unie              |      |

### Wielersport
| Olympiër                                               | Discipline                    | Resultaat | Prestatie |
| Baan                                                   | Baan                          | Baan      | Baan |
| ------------------------------------------------------ | ----------------------------- | --------- | --- |
| Frank Weber                                            | sprint (m)                    | 5e        | kwalificatie: 7de in 10,919 1ste ronde: 2de 1ste ronde herkansingen: 1ste in 11,55 2de ronde: 3de 2de ronde herkansingen: W van CAN Harnett: 11,39 kwartfinale: V van GDR Heßlich: 0-2 |
| Robert Lechner                                         | tijdrit (m)                   | Brons     | 1.05,114 |
| Uwe Messerschmidt                                      | puntenkoers (m)               | 6e        | 1ste ronde: 7de met 22 punten (op 1 ronde) finale: 6de met 28 punten (op 2 ronden) |
| Thomas Dürst                                           | individuele achtervolging (m) | 9e        | kwalificatie: 10de met 4.45,59 1ste ronde: V van ITA Beltrami: 4.45,20 |
| Thomas Dürst Matthias Lange Uwe Nepp Michael Rich      | ploegenachtervolging (m)      | 10e       | kwalificatie: 10de met 4.23,10 |
| Weg                                                    |                               |           | |
| Bernd Gröne                                            | wegwedstrijd (m)              | Zilver    | 4:32.25 |
| Christian Henn                                         | wegwedstrijd (m)              | Brons     | 4:32.46 |
| Remig Stumpf                                           | wegwedstrijd (m)              | 14e       | 4:32.56 |
| Ernst Christl Bernd Gröne Rajmund Lehnert Remig Stumpf | ploegentijdrit (m)            | 6e        | 2:00.06,3 |
|                                                        |                               |           | |
| Jutta Niehaus                                          | wegwedstrijd (v)              | Zilver    | 2:00.52 |
| Viola Paulitz                                          | wegwedstrijd (v)              | 13e       | 2:00.52 |
| Ines Varenkamp                                         | wegwedstrijd (v)              | 12e       | 2:00.52 |

### Worstelen
| Olympiër           | Discipline  | Resultaat   | Prestatie |
| Vrije stijl        | Vrije stijl | Vrije stijl | Vrije stijl |
| ------------------ | ----------- | ----------- | --- |
| Reiner Heugabel    | -48kg (m)   | 5e          | groep A: 3de W van MGL Sükhbaatar: 4-0 W van CHN Liang: 4-0 W van IND Kumar: 3,5-0 W van URS Karamchakov: 2-0 W van GDR Anger: 3-0 V van BUL Tsonov: 0-3 5-6de plek: W van TUR Şükrüoğlu: 3-0 |
| Herbert Tutsch     | -52kg (m)   | 13e         | groep B: 7de V van AFG Naseer: 1-3 W van JOR Sharif: 4-0 V van HUN Bíró: 0-4 |
| Jürgen Scheibe     | -57kg (m)   | 11e         | groep A: 6de V van URS Beloglazov: 1-3 W van GBR Ogden: 3-1 V van CAN Holmes: 1-3 |
| Jörg Helmdach      | -62kg (m)   | 5e          | groep B: 3de W van KOR Kim: 3-1 W van COL Rincon: 3-0 W van SUI Küng: 3-0 V van URS Sarkisjan: 1-3 V van IRI Fallah: 1-3 5-6de plek: W van MGL Enkhee: 3-1                                    |
| Alexander Leipold  | -68kg (m)   | 7e          | groep B: 4de W van IND Satyawan: 3-1 W van POL Kubiak: 3-1 V van USA Carr: 0-3 W van MGL Amaraa: 3-1 V van CAN McKay: 1-3 7-8ste plek: W van BUL Yassenov: 3-1                                |
| Reiner Trik        | -82kg (m)   | 17e         | groep B: 9de W van POL Radomski: 3-1 V van USA Schultz: 0-4 V van TUR NGençalp: 0-3 |
| Bodo Lukowski      | -90kg (m)   | 13e         | groep B: 7de V van IRI Toupchi: 1-3 W van POL Nieć: 3-0 V van BUL Alabakov: 1-3 |
| Wilfried Colling   | -100kg (m)  | 21e         | groep B: 7de V van BUL Karaduchev: 0-3 V van ROU Puşcaşu: 0-3 |
| Ralf Bremmer       | -130kg (m)  | 7e          | groep B: 4de V van JPN Obata: 1-3 W van TCH Luberda: 4-0 V van URS Gobejishvili: 0-3 7-8ste plek: V van POL Sandurski: 1-3                                                                    |
| Grieks-Romeins     |             |             | |
| Markus Scherer     | -48kg (m)   | 6e          | groep A: 3de W van IRI Simkhah: 3-1 V van BUL Tsenov: 0,5-3,5 W van CHN Yang: 3-1 V van ITA Maenza: 0,5-3,5 5-6de plek: V van SYR Al-Faraj: 1-3                                               |
| Rifat Yildiz       | -57kg (m)   | 8e          | groep B: 4de W van TUN Chaambi: 3,5-0 W van PAN Meña: 4-0 V van HUN Sike: 0-3 V van CHN Yang: 1-3 7-8ste plek: V van URS Chestakov: 0-4                                                       |
| Peter Behl         | -62kg (m)   | 5e          | groep B: 3de W van ESP Fernández: 4-0 V van SUI Dietsche: 0-3 W van TUR Şahin: 3-0 V van HUN Bódi: 1-3 5-6de plek: W van USA Anderson: 3-1                                                    |
| Claudio Passarelli | -68kg (m)   | 13e         | groep A: 7de W van FRA Abrial: 3-0 W van CHN Zhao: 3-1 V van YUG Sabo: 1-3 V van KOR Kim: 0-3                                                                                                 |
| Roger Gössner      | -82kg (m)   | 9e          | groep A: 5de V van HUN Komáromi: 0-3 W van SEN N'Gom: 4-0 W van NOR Kleven: 3-0 V van SWE Fredriksson: 1-3                                                                                    |
| Andreas Steinbach  | -90kg (m)   | 5e          | groep B: 3de W van CAN Cox: 4-0 W van CMR Youmbi: 3-0 W van USA Foy: 3-1 V van FIN Koskela: 1-3 V van URS Popov: 0-3 5-6de plek: W van AUT Pitschmann: 3-0                                    |
| Gerhard Himmel     | -100kg (m)  | Zilver      | groep B: 1ste W van SWE Claeson: 3-0 W van SEN Sarr: 4-0 W van HUN Gáspár: 4-0 W van KOR Yoo: 3-0 W van BUL Georgiev: 3-0 finale: V van POL Wroński: 1-3                                      |
| Fritz Gerdsmeier   | -130kg (m)  | 13e         | groep A: 7de V van HUN Klauz: 0-3 V van SWE Johansson: 1-3 |

### Zeilen
| Olympiër                                           | Discipline      | Resultaat | Prestatie                                  |
| -------------------------------------------------- | --------------- | --------- | ------------------------------------------ |
| Dirk Meyer                                         | divisie II (m)  | 13e       | 99 punten: (10-9-12-7-11-26-14)            |
| Thomas Schmid                                      | finn (m)        | 6e        | 72,1 punten: (2-9-13-6-6-6-opgave)         |
| Wolfgang Hunger Joachim Hunger                     | 470 (m)         | 5e        | 58,7 punten: (2-5-9-13-3-4-11)             |
|                                                    |                 |           |                                            |
| Susanne Meyer Katrin Adlkofer                      | 470 (v)         | 5e        | 56,4 punten: (11-12-3-3-opgave-1-5)        |
|                                                    |                 |           |                                            |
| Albert Batzil Peter Lang                           | flying dutchman | 8e        | 79,0 punten: (13-2-5-8-14-7-opgave)        |
| Roland Gaebler Hans-Jürgen Pfohe                   | tornado         | 19e       | 142,0 punten: (15-8-11-opgave-DNS-DNS-DNS) |
| Alexander Hagen Fritz Girr                         | star            | 10e       | 72,4 punten: (2-6-5-4-DSQ-DSQ-6)           |
| Jens-Peter Wrede Matthias Adamczewski Stefan Knabe | soling          | 15e       | 102,0 punten: (12-18-10-14-9-7-14)         |

### Zwemmen
| Olympiër                                                    | Discipline            | Resultaat | Prestatie                                             |
| ----------------------------------------------------------- | --------------------- | --------- | ----------------------------------------------------- |
| Stephan Güsgen                                              | 50m vrije slag (m)    | 14e       | serie 9: 4de in 23,22 finale B: 6de in 23,55          |
| Frank Henter                                                | 50m vrije slag (m)    | 7e        | serie 7: 3de in 22,98 finale: 7de in 23,03            |
| Thomas Fahrner                                              | 100m vrije slag (m)   | 14e       | serie 9: 4de in 50,78 finale B: 6de in 51,12          |
| Torsten Wiegel                                              | 100m vrije slag (m)   | 19e       | serie 9: 7de in 51,02                                 |
| Thomas Fahrner                                              | 200m vrije slag (m)   | 8e        | serie 7: 3de in 1.49,02 finale: 8ste in 1.49,19       |
| Michael Groß                                                | 200m vrije slag (m)   | 5e        | serie 8: 1ste in 1.48,55 finale: 5de in 1.48,59       |
| Rainer Henkel                                               | 400m vrije slag (m)   | 17e       | serie 7: 3de in 3.51,50                               |
| Stefan Pfeiffer                                             | 400m vrije slag (m)   | 6e        | serie 5: 2de in 3.49,52 finale: 6de in 3.49,96        |
| Rainer Henkel                                               | 1500m vrije slag (m)  | 7e        | serie 5: 2de in 15.14,64 finale: 7de in 15.18,19      |
| Stefan Pfeiffer                                             | 1500m vrije slag (m)  | Zilver    | serie 3: 1ste in 15.07,85 finale: 2de in 15.02,69     |
| Jens-Peter Berndt                                           | 100m rugslag (m)      | 17e       | serie 5: 3de in 57,08                                 |
| Frank Hoffmeister                                           | 100m rugslag (m)      | 7e        | serie 7: 4de in 56,19 finale: 7de in 59,19            |
| Jens-Peter Berndt                                           | 200m rugslag (m)      | 6e        | serie 6: 3de in 2.01,77 finale: 6de in 2.01,84        |
| Frank Hoffmeister                                           | 200m rugslag (m)      | 9e        | serie 4: 4de in 2.03,34 finale B: 1ste in 2.01,65     |
| Alexander Mayer                                             | 100m schoolslag (m)   | 12e       | serie 6: 3de in 1.03,54 finale: 4de in 1.03,85        |
| Mark Warnecke                                               | 100m schoolslag (m)   | 11e       | serie 8: 5de in 1.03,56 finale B: 3de in 1.03,40      |
| Mark Warnecke                                               | 200m schoolslag (m)   | 31e       | serie 3: 3de in 2.22,55                               |
| Hartmut Wedekind                                            | 200m schoolslag (m)   | 31e       | serie 5: 7de in 2.22,55                               |
| Michael Groß                                                | 100m vlinderslag (m)  | 12e       | serie 7: 2de in 53,78 finale: 5de in 53,44            |
| Martin Herrmann                                             | 100m vlinderslag (m)  | 17e       | serie 7: 6de in 55,20                                 |
| Michael Groß                                                | 200m vlinderslag (m)  | Goud      | serie 6: 1ste in 1.58,09 finale: 1ste in 1.56,94 (OR) |
| Martin Herrmann                                             | 200m vlinderslag (m)  | 21e       | serie 5: 6de in 2.02,61                               |
| Peter Bermel                                                | 200m wisselslag (m)   | Goud      | serie 8: 4de in 2.04,18 finale: 5de in 2.03,81        |
| Jens-Peter Berndt                                           | 200m wisselslag (m)   | 15e       | serie 7: 3de in 2.04,80 finale B: 7de in 2.06,76      |
| Peter Bermel                                                | 400m wisselslag (m)   | 8e        | serie 5: 3de in 4.22,78 finale: 8ste in 4.24,02       |
| Jens-Peter Berndt                                           | 400m wisselslag (m)   | 6e        | serie 4: 3de in 4.20,93 finale: 6de in 4.21,71        |
| Björn Zikarsky Peter Sitt Thomas Fahrner Torsten Wiegel     | 4x100m vrije slag (m) | 6e        | serie 2: 1ste in 3.23,19 finale: 6de in 3.21,65       |
| Peter Sitt Rainer Henkel Stefan Pfeiffer Erik Hochstein     | 4x400m vrije slag (m) | Brons     | serie 2: 1ste in 7.19,38 finale: 3de in 7.14,35       |
| Frank Hoffmeister Mark Warnecke Michael Groß Björn Zikarsky | 4x100m wisselslag (m) | 4e        | serie 4: 2de in 3.44,72 finale: 4de in 3.42,98        |
|                                                             |                       |           |                                                       |
| Marion Aizpors                                              | 50m vrije slag (v)    | 9e        | serie 7: 5de in 26,20 finale B: 1ste in 26,17         |
| Christiane Pielke                                           | 50m vrije slag (v)    | 10e       | serie 5: 3de in 26,33 finale B: 2de in 26,22          |
| Christiane Pielke                                           | 100m vrije slag (v)   | 19e       | serie 8: 8ste in 57,47                                |
| Katja Ziliox                                                | 100m vrije slag (v)   | 31e       | serie 7: 8ste in 58,39                                |
| Birgit Lohberg-Schulz                                       | 200m vrije slag (v)   | 15e       | serie 1: 1ste in 2.02,77 finale B: 7de in 2.02,32     |
| Stephanie Ortwig                                            | 200m vrije slag (v)   | 7e        | serie 5: 3de in 2.00,66 finale: 7de in 2.00,73        |
| Stephanie Ortwig                                            | 400m vrije slag (v)   | 7e        | serie 4: 4de in 4.12,18 finale: 7de in 4.13,05        |
| Alexandra Russ                                              | 400m vrije slag (v)   | 22e       | serie 4: 8ste in 4.18,67                              |
| Stephanie Ortwig                                            | 800m vrije slag (v)   | 14e       | serie 3: 4de in 8.41,95                               |
| Alexandra Russ                                              | 800m vrije slag (v)   | 17e       | serie 2: 6de in 8.49,31                               |
| Marion Aizpors                                              | 100m rugslag (v)      | 8e        | serie 6: 4de in 1.04,27 finale: 8ste in 1.04,19       |
| Svenja Schlicht                                             | 100m rugslag (v)      | 10e       | serie 5: 4de in 1.04,73 finale B: 2de in 1.03,68      |
| Svenja Schlicht                                             | 200m rugslag (v)      | 8e        | serie 4: 4de in 2.16,81 finale: 8ste in 2.15,94       |
| Katja Ziliox                                                | 200m rugslag (v)      | 28e       | serie 3: 7de in 2.26,25                               |
| Britta Dahm                                                 | 100m schoolslag (v)   | 22e       | serie 4: 5de in 1.12,98                               |
| Heike Esser                                                 | 100m schoolslag (v)   | DNS       | serie 4: niet gestart                                 |
| Britta Dahm                                                 | 200m schoolslag (v)   | 17e       | serie 4: 6de in 2.35,06                               |
| Heike Esser                                                 | 200m schoolslag (v)   | 34e       | serie 6: 9de in 2.41,34                               |
| Ina Beyermann                                               | 100m vlinderslag (v)  | 19e       | serie 4: 7de in 1.02,85                               |
| Gabi Reha                                                   | 100m vlinderslag (v)  | 15e       | serie 5: 6de in 1.02,27 finale B: 7de in 1.02,63      |
| Ina Beyermann                                               | 200m vlinderslag (v)  | 9e        | serie 3: 4de in 2.13,56 finale B: 2de in 2.13,74      |
| Gabi Reha                                                   | 200m vlinderslag (v)  | 10e       | serie 4: 4de in 2.13,09 finale B: 3de in 2.14,20      |
| Birgit Lohberg-Schulz                                       | 200m wisselslag (v)   | 9e        | serie 3: 3de in 2.17,46 finale B: 2de in 2.17,85      |
| Svenja Schlicht                                             | 200m wisselslag (v)   | 18e       | serie 5: 8ste in 2.20,31                              |
| Birgit Lohberg-Schulz                                       | 400m wisselslag (v)   | 9e        | serie 3: 6de in 4.52,05 finale B: 2de in 4.50,54      |
| Karin Seick Christiane Pielke Katja Ziliox Marion Aizpors   | 4x100m vrije slag (v) | 7e        | serie 1: 3de in 3.48,03 finale: 7de in 3.46,90        |
| Svenja Schlicht Britta Dahm Gabi Reha Marion Aizpors        | 4x100m wisselslag (v) | 7e        | serie 3: 3de in 4.13,19 finale: 7de in 4.12,89        |

Afghanistan · Algerije · Amerikaanse Maagdeneilanden · Amerikaans-Samoa · Andorra · Angola · Antigua en Barbuda · Argentinië · Aruba · Australië · Bahama’s · Bahrein · Bangladesh · Barbados · België · Belize · Benin · Bermuda · Bhutan · Birma · Bolivia · Bondsrepubliek Duitsland · Botswana · Brazilië · Britse Maagdeneilanden · Brunei · Bulgarije · Burkina Faso · Canada · Centraal-Afrikaanse Republiek · Chili · China · Chinees Taipei · Colombia · Congo-Brazzaville · Cookeilanden · Costa Rica · Cyprus · Denemarken · Djibouti · Dominicaanse Republiek · Duitse Democratische Republiek · Ecuador · Egypte · El Salvador · Equatoriaal-Guinea · Fiji · Filipijnen · Finland · Frankrijk · Gabon · Gambia · Ghana · Grenada · Griekenland · Groot-Brittannië · Guam · Guatemala · Guinee · Guyana · Haïti · Honduras · Hongarije · Hongkong · Ierland · IJsland · India · Indonesië · Irak · Iran · Israël · Italië · Ivoorkust · Jamaica · Japan · Joegoslavië · Jordanië · Kaaimaneilanden · Kameroen · Kenia · Koeweit · Laos · Lesotho · Libanon · Liberia · Libië · Liechtenstein · Luxemburg · Malawi · Malediven · Maleisië · Mali · Malta · Marokko · Mauritanië · Mauritius · Mexico · Monaco · Mongolië · Mozambique · Nederland · Nederlandse Antillen · Nepal · Nieuw-Zeeland · Niger · Nigeria · Noord-Jemen · Noorwegen · Oeganda · Oman · Oostenrijk · Pakistan · Panama · Papoea-Nieuw-Guinea · Paraguay · Peru · Polen · Portugal · Puerto Rico · Qatar · Roemenië · Rwanda · Saint Vincent en de Grenadines · Salomonseilanden · Samoa · San Marino · Saoedi-Arabië · Senegal · Sierra Leone · Singapore · Soedan · Somalië · Sovjet-Unie · Spanje · Sri Lanka · Suriname · Swaziland · Syrië · Tanzania · Thailand · Togo · Tonga · Trinidad en Tobago · Tsjaad · Tsjecho-Slowakije · Tunesië · Turkije · Uruguay · Vanuatu · Venezuela · Verenigde Arabische Emiraten · Verenigde Staten · Vietnam · Zaïre · Zambia · Zimbabwe · Zuid-Jemen · Zuid-Korea · Zweden · Zwitserland